# Federico Guillermo de Schaumburg-Lippe
Federico Guillermo de Schaumburg-Lippe, Conde de Schaumburg-Lippe, fue regente del condado de Schaumburg-Lippe y uno de los más importantes teóricos militares del siglo XVIII. Era conocido por sus contemporáneos como El Portugués debido a su papel fundamental en la reforma del ejército y tácticas de combate durante la invasión hispano-francesa a Portugal, en la campaña conocida como Guerra Fantástica y enmarcada dentro de la guerra de los Siete Años.

## Carrera militar

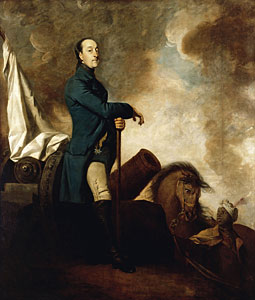
Federico Guillermo de Schaumburg-Lippe en el campo de batalla. Retrato de Joshua Reynolds, 1764-1765

Nacido en Londres el 9 de enero de 1724, Guillermo era hijo segundo de Alberto Wolfgang de Schaumburg-Lippe y de su primera mujer la Condesa Margarita Gertrude de Oeynhausen (1701-1726), quien era hija ilegítima del rey Jorge I de Gran Bretaña. 
Guillermo se educó en Ginebra y cursó estudios en Leiden y Montpellier para ingresar posteriormente en el ejército del Reino Unido, en la Guardia Real, con el grado de alférez. Después de que su hermano mayor, Jorge de Schaumburg-Lippe (1722-1742), muriera en el transcurso de un duelo, Guillermo volvió a Bückeburg para reclamar sus derechos y asistir a su padre, que se encontraba al servicio de Holanda en una campaña militar contra Francia. El propio Guillermo participó de forma activa en este conflicto durante la Batalla de Dettingen en 1743 para partir luego como voluntario a la campaña en Italia de 1745 con el Ejército Imperial.
Tras la muerte de su padre, Guillermo le sucedió como regente del condado de Schaumburg-Lippe, comenzando una política de enfrentamientos con el Landgrave de Hesse-Kassel con el fin de anexionarse el pequeño condado.
Para acumular experiencia en el gobierno y el arte militar, Guillermo se traslada primero a Berlín, donde entra en contacto con el círculo de Voltaire (el conde hablaba correctamente francés, inglés, italiano y portugués), y después se va a Italia y Hungría. Al estallar la guerra de los Siete Años, forma un contingente militar que él mismo dirige y participa en primera línea en la Batalla de Minden en 1759. Ese mismo año recibiría el mando general de la artillería del Ejército Imperial.    
En 1762 es nombrado comandante en jefe del ejército anglo-portugués, con el que rechaza la invasión franco-española de Portugal en la campaña conocida como Guerra Fantástica: después de perder 25,000 hombres a manos de la guerrilla y de las tropas regulares anglo-portuguesas, los invasores tuvieron que retirarse, siendo perseguidos hasta España.
En Portugal Lippe se encarga también de formar una escuela militar con el objetivo de reformar el ejército y su estructura, creando un nuevo tipo de fortaleza defensiva sobre la base de las fortalezas francesas creadas por Vauban. Su reconocimiento llega al punto de que el rey de Portugal decide construir una nueva fortaleza a la que llamaría "Fuerte Lippe". Como recompensa por sus servicios, Lippe recibe del soberano dos pistolas de oro.
Al final de la guerra en 1764, Inglaterra decide asimismo rendirle homenaje y lo nombra Mariscal de Campo de la Corona Británica.

## Vida familiar

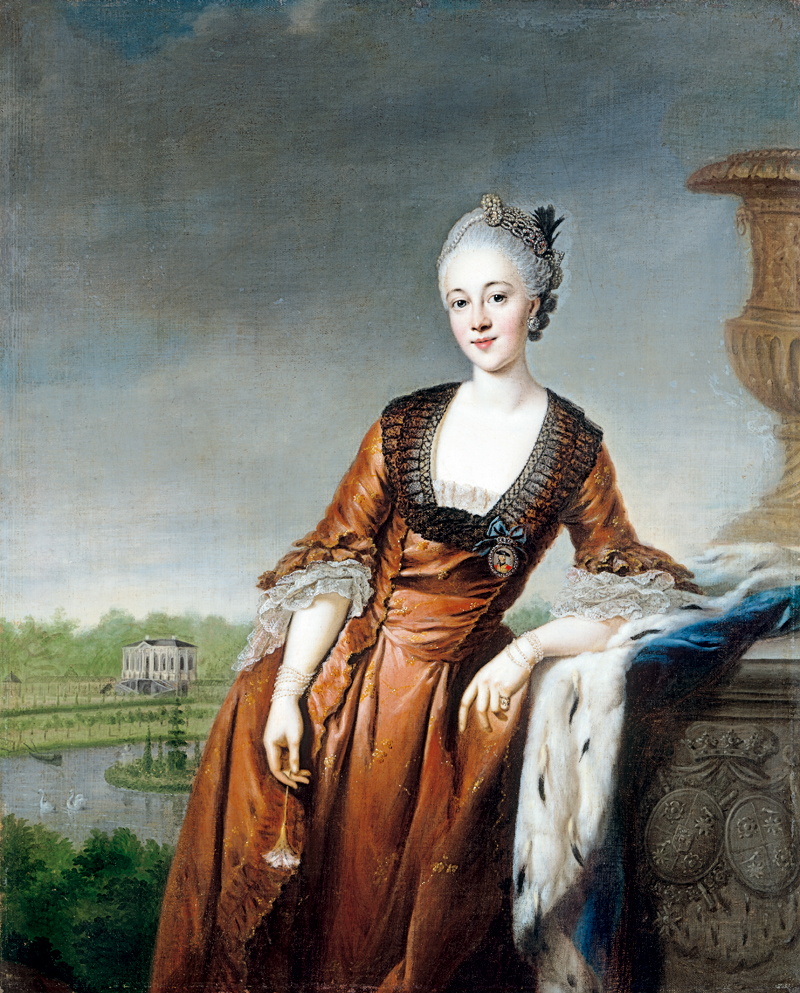
Retrato de la esposa del conde de Lippe

El 12 de noviembre de 1765, Guillermo contrae matrimonio en Stadthagen con su prima la Condesa Marìa Barbara Eleonora de Lippe-Biesterfeld, la cual es 20 años más joven que él. La pareja tiene una única hija, Emilia, que muere a los tres años de edad, y al cabo de un año también fallece su mujer.
Tras esta serie de desgracias, Guillermo decide retirarse a su pabellón de caza en Wölpinghausen, donde morirá el 10 de septiembre de 1777. Al morir sin herederos, fue su primo Felipe II de Schaumburg-Lippe quien heredó los derechos de su ducado. Guillermo está enterrado junto a su mujer y su hija en un mausoleo en el bosque de Schaumburg.  

## Teórico de la defensa

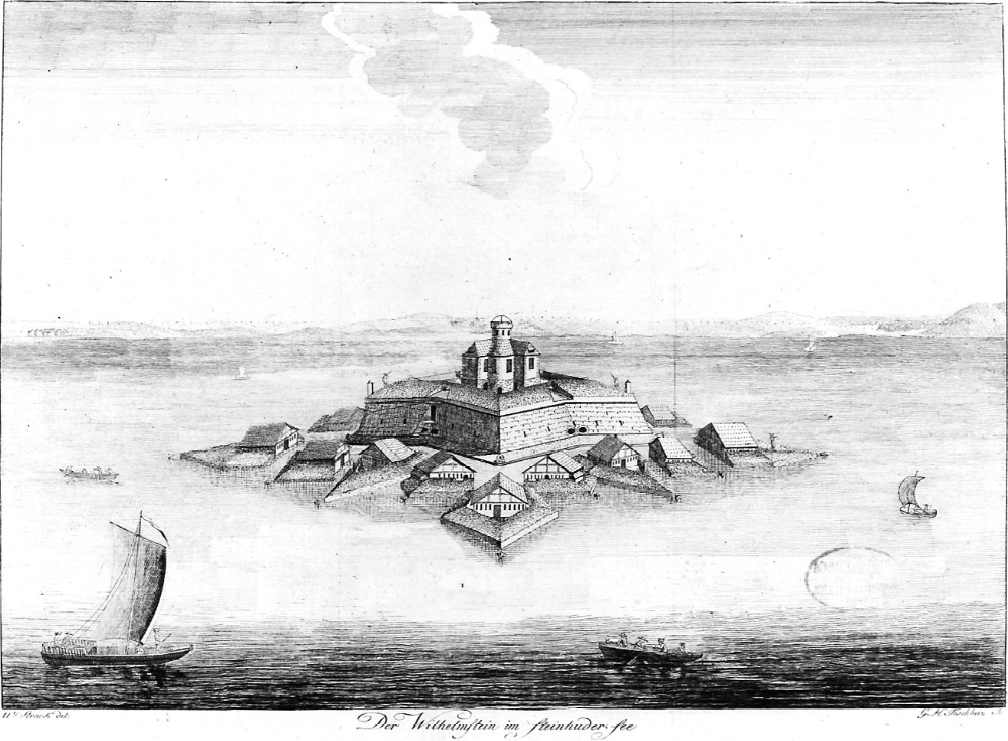
Fortaleza de Wilhelmstein, propiedad del conde y construida bajo su dirección, fue sede de su escuela militar.

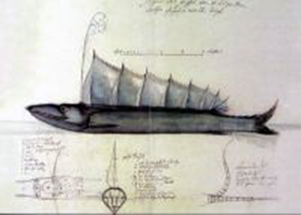
Lucio de Steinhuder, diseño del primer submarino del mundo y creado en su escuela.

Durante su primera etapa como comandante militar, Guillermo de Schaumburg-Lippe desarrolló diversas teorías militares que fueron ampliamente aceptadas durante el siglo XVIII. El conde de Schaumburg-Lippe abogaba por una guerra defensiva y su lema era: "Kein anderer als der Defensivkrieg ist rechtmäßig!" (sólo la guerra defensiva está justificada).
Según él, el mejor medio de defensa de un país era crear un "paisaje fortificado" a base de fortalezas y sistemas defensivos conectados entre sí y construidos además con cierta grandeza para amedrentar al atacante y desfavorecer sus posiciones.
También insistía en que las fortalezas debían ser una combinación de zona militar y agrícola, de modo que los soldados en épocas de cierta calma pudieran tener una labor útil que realizar, pues su trabajo serviría para el propio mantenimiento de la tropa, limitando así las necesidades externas.
Las más claras aplicaciones de sus teorías pueden verse en la fortaleza que fuera de su propiedad en Wilhelmstein, construida sobre un islote artificial en el lago de Steinhuder Meer. Fue aquí donde desarrolló otras teorías militares, como la reducción del castigo corporal a los soldados, pero imponiendo un sistema de reclutamiento obligatorio si las necesidades lo requerían.
En 1767 inauguró en la misma fortaleza una escuela militar de artillería y departamentos para la inteligencia militar, donde se graduó entre otros el general Gerhard von Scharnhorst. La escuela sirvió igualmente como "cocina de ideas" en el campo bélico y, por ejemplo, en 1772, siguiendo una sugerencia del propio conde, se ideó el primer submarino del mundo conocido con el nombre de Lucio de Steinhuder.
Guillermo de Schaumburg-Lippe reunió un ejército desproporcionadamente grande para un Estado de tamaño tan pequeño como el suyo, llegando a tener 1.000 soldados de una población de 17.000 habitantes. Los costos de este ejército salían de su propio bolsillo, por lo que a su muerte este gasto se redujo drásticamente.